# Maransis senex
Maransis senex är en insektsart som först beskrevs av Rehn, J.A.G. 1911.  Maransis senex ingår i släktet Maransis och familjen Diapheromeridae. Inga underarter finns listade i Catalogue of Life.